# Vértesi Tájvédelmi Körzet
A Vértesi Tájvédelmi Körzet területe 15 608 hektár, ebből fokozottan védett 1 212 hektár. A Tájvédelmi körzet a Duna–Ipoly Nemzeti Park Igazgatósága alá tartozik.

## Fekvése
A tájvédelmi körzet a Vértes területén található, mely a Móri-árok és a Tata–Váli-árok között rövid hegylábbal, meredeken emelkedik környezete fölé. A védetté nyilvánítás célja az volt, hogy a Székesfehérvár, Mór, Oroszlány, Tatabánya által határolt, erősen iparosodott térségben meg lehessen őrizni a Vértes hegység még meglévő természeti értékeit, tájképi szépségét. 

## Jellemzői
A Vértes déli oldala dolomit alapkőzetből épül fel, de az északi Vértesben helyenként megtalálható a dachsteini mészkő alapkőzet is. A dolomitfelszín lepusztulásával, táblás töredezésével meredek letörések, sziklafalak, sasbércek, szakadékok, keskeny szurdokvölgyek alakultak ki, melyek a viszonylag alacsony tengerszint feletti magasság ellenére vadregényes megjelenést kölcsönöznek a Vértesnek. A karsztosodás következményeként barlangok jöttek létre a hegységben, melyek közül leghíresebb a Csákvári-barlang.

## Növény- és állatvilág

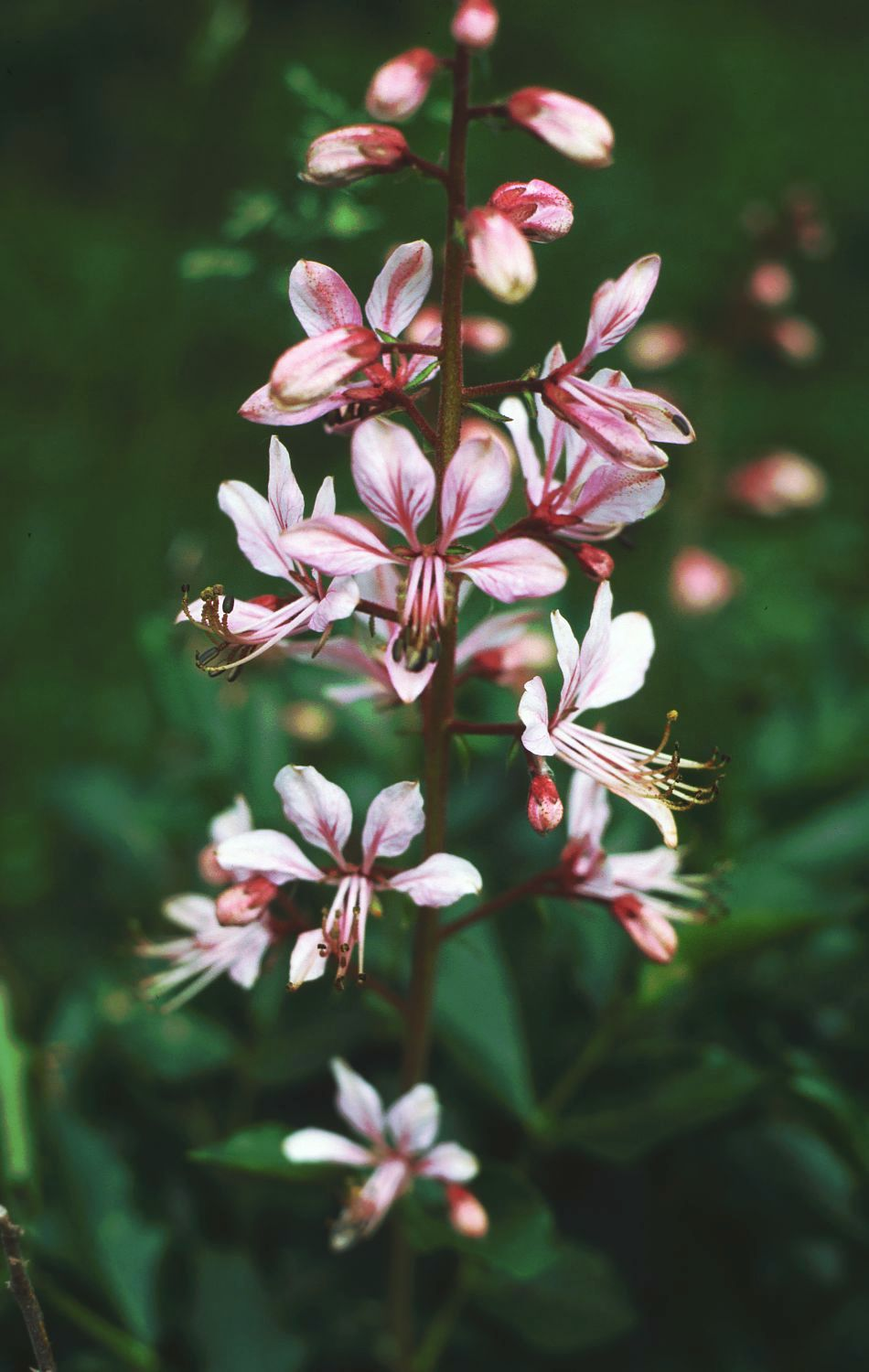
Nagy ezerjófű

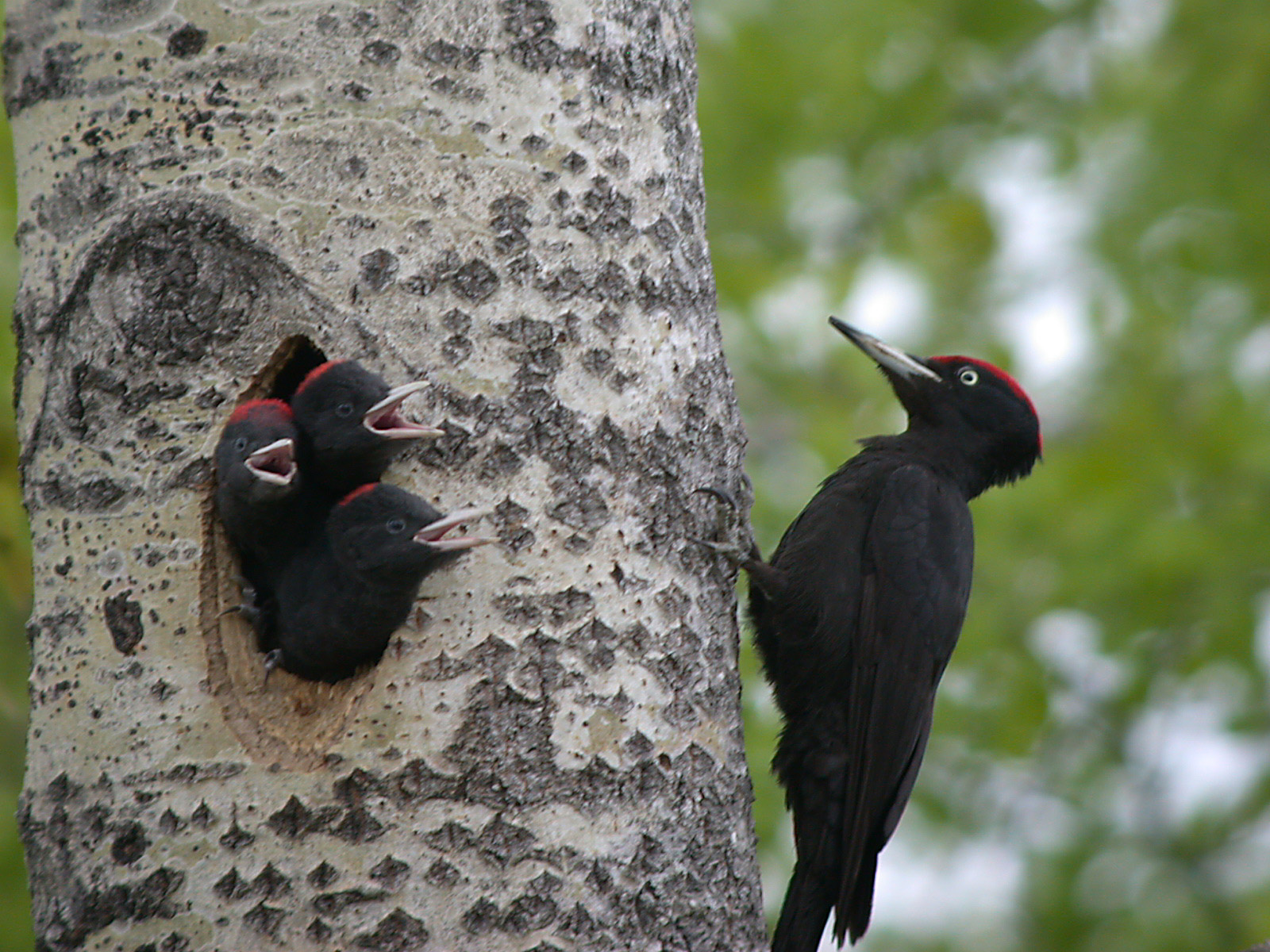
Fekete harkály

A hegység négy égtáj felől összefutó gerincei, és a völgyek, a meredek oldalak, a belső szurdokok és kis medencék igen nagy mikroklimatikus eltéréseket eredményeznek. Ennek következtében a Vértes növényzete párját ritkítóan sokszínű: a déli kitettségű száraz, gyorsan felmelegedő, gyakran forró klímájú oldalakat cserszömörcés karsztbokorerdők borítják. A fátlan déli oldalakon értékes, szinte természetes állapotú dolomitsziklagyepek és sziklafüves lejtősztyepprétek húzódnak. A napsütötte területek mediterrán jellegét bizonyítja, hogy itt fennmaradt a jégkorszak előtti időket idéző mediterrán keleti gyertyán. A terület legszebb növényei között található a nagy ezerjófű, a kétlevelű sarkvirág és a pacsirtafű.
A hűvös, árnyékos szurdokokban szurdokerdő-társulások élnek, gyakran akár jégkori reliktum-fajokat rejtve – mint például a medvefül kankalin. A szigorúan védett Fáni-völgy párás, hűvös területe különösen érdekes, mert a hidegkedvelő bükkös a szubalpin flóra jellegzetes fajain túl – amilyen a gímpáfrány vagy a havasi nyúlhere –, a kifejezetten melegigényes virágos kőrissel él együtt. A domboldalak melegebb részeit molyhostölgyes elegyesek, a hűvösebb területeket gyertyános tölgyesek, míg az északi oldalakat bükkösök, bükkelegyes erdők fedik, magyar szegfűvel és babérboroszlánnal. 
A hegység állatvilágának talán legértékesebb, de mindenképpen leglátványosabb tagjai a madarak. A Vértesben még rendszeres fészkelő a parlagi sas, a kerecsen- és a kabasólyom, a darázs- és a kígyászölyv, de a ritka kövirigó, fekete harkály is költ a területen. A hegység lábánál húzódó Csíkvarsai-rét mocsaras, lápos világa a vízi madarak kedvelt élőhelye: nagy goda, pajzsos cankó, bíbic él a területén. Valamint a Vértes déli részén él az öves szkolopendra nevű, mintegy hat-hét centiméteres százlábú, amelynek mérge azonban hosszan tartó, fájdalmas gyulladást okozhat.

## Kulturális értékek

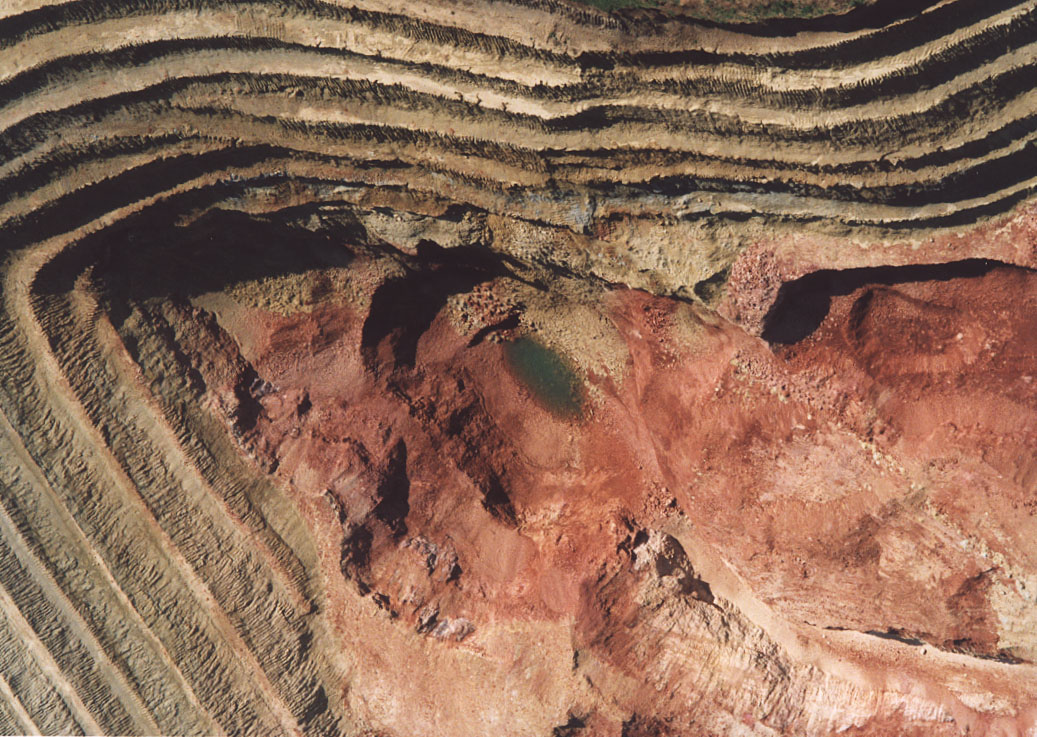
A gánti bauxitbánya látképe

A hegység legnevezetesebb műemlékei a várak és várromok: a 12. századi Csókakői vár, az Oroszlán-kői, a Vitányvár vagy a Gesztesi vár. Vérteskozma, a 18. század elején betelepült, jellegzetes, fésűs szerkezetű falu az elmúlt évtizedekben lassan elnéptelenedett, az utóbbi időben azonban üdülőfaluként feltámadt. Szintén felejthetetlen látvány a Majkpusztán látható tizenhét egyforma remeteházikó, amelyben egykor kamalduli szerzetesek laktak.
Ipartörténeti emlékként is említhető, de sajátos látványa miatt is érdemes felkeresni a Gánt melletti felhagyott bauxitbányát. 